# 殭屍100～在成為殭屍前要做的100件事～
《殭屍100～在成為殭屍前要做的100件事～》是日本漫畫家麻生羽呂擔任原作、高田康太郎負責作畫的青年漫畫，於2018年10月19日起在《月刊Sunday Gene-X》連載。2022年6月，Netflix宣佈推出改編真人版電影，由赤楚衛二主演。2023年1月，宣布電視動畫化，於2023年7月9日播映。2025年2月，全球單行本（含電子版）銷量累積突破330萬冊。

## 故事概要
天道輝是個在黑心企業公司任職三年的青年，原本過著被公司壓榨過勞而喪失熱情的生活，直至某天因為發現喪屍攻擊人類、延伸出失控的喪屍潮造成社會運作大亂，連原本的職場暗戀對象與鄰居也成為受害者，產生危機意識的同時決定列出死前最想完成的100個目標。以此事為機緣，天道輝陸續和生存者合作交流、與喪屍和不懷好意的生存者斡旋，同時尋求遏止殭屍病毒擴散的解決方案。

## 登場人物

### 主要角色
天道輝（聲：梅田修一朗／大地葉〈少年〉，演：赤楚衛二）
本作男主角，24歲，在黑心製作企業公司的製作部苦當社畜三年的青年。群馬縣農家出身，父母在老家生活。一直暗戀著公司經理鳳沙織。大學時期是橄欖球部的成員，但因為專注在社團活動而缺乏戀愛經驗，是一個擁有着率直與勇氣和超高執行力的體育系少年。擅長歌牌，喜歡恐龍，但不擅繪畫和英語。曾經被閑吐槽為事物命名的品味差。
故事開始的三年前入職製作企業公司的企業部，原本以為公司氛圍友好，嚮往邂逅知名演藝人員的機會，但在深度體會過勞加班、公司的無理要求、察覺鳳沙織實為社長的秘密情人後，對上班心生恐懼焦慮的同時導致身心失衡，喪失生活動力。喪屍潮爆發初期因為發現無需上班而重新獲得自由，恢復往昔的活力與行動力，開始嘗試重新整理自己的生活，加著發現社長和鳳沙織已經殭屍化，藉機辭去了工作，隨著輝警覺外界局勢惡化、鄰居香坂夫妻被殭屍襲擊（實為香坂夫妻逃離公寓，被輝誤認死亡）後，發現「自己想做的事情的時間已經不多」，因而開始把自己人生最後想做的一百件事清單列了出來，以此為生存目標而奮鬥。
隨住故事發展，與大學欖球部時期的好朋友憲一朗重聚，不久閑和貝兒翠絲加入一行人，一起寫下想要完成的計劃清單。在返回位於群馬縣的家鄉途中重遇黑心公司的上司小杉，在其情緒勒索之下一度經歷頭腦衰弱，但在閑的提醒之下及時醒覺回來，向小杉說清楚自己的意願後，成功與過去的心理傷痛一刀兩斷。及後在回到位於群馬縣的家鄉探親時，得知父親受痔瘡之苦，繼而決定與憲一朗等人環迴日本全國去尋找醫師，以及尋找研究阻止殭屍病毒的疫苗。旅途期間與閑互生好感，同為欖球部好友的健與自身對殭屍病毒免疫的少女泉奈加入團隊，為了支持閑完成從醫的願望而同意她跟著榊丈一郎醫生旅行，但後來正視自己的情感、加著改變主意的閑為了和輝同行歸隊，正式和閑成為戀人。在宇宙航行期間與夥伴們發現殭屍病毒開發的真相，借用廣播設備和透過閑的翻譯向地球上的人們傳達感言，連帶促進全球的人民、軍方人員、聯合國開始團結對抗危機並確保疫苗運輸手段。
三日月閑（聲：楠木燈，演：白石麻衣）
26歲，擁有火辣身材的短髮女子，原為外資金融投資公司職員。秉持高度紀律，理性且神秘，擅於分析情勢與蒐集整理情報，學識淵博知曉包含心理學和生物知識在內的領域。立志成為醫生。故事初期非常着重風險評估，在殭屍潮爆發後寫下了「為了不變成殭屍的一百件事」的計劃，在研究著殭屍的弱點，也嘗試與全球的其他部門聯繫。喜歡甜食。
在一次在便利商店籌集生存物資時，與正前來買啤酒的天道輝第一次相遇。被對方提議交換LINE聯絡資料，但當時以「不見得與不能評估風險的人組隊有好處」為理由而拒絕。及後多次再與輝重聚，在輝對於陌生人和重要的人都不分彼此去相助，以及因輝一句「你對我來說也是重要的人」的說話，因而答應交換LINE。不久正式加入輝一行人，成為第二個和輝同行的夥伴，前往輝的家鄉。
父親為白手興家的金融企業家，但生性冷酷無情。自小受父親的教育之下而受到人生規範的束縛，對父親施加情緒勒索的高壓言行與態度心生畏懼，受此影響培養出不擅長戀愛、更著重知識技能學習的態度。起先因為思考和行動過度理性化，被憲一朗當成難相處的人。但在看見小杉對輝的殘酷對待，想起自己曾經被父親控制人生的經歷，最終醒覺了自由意志，決意為自己的人生而活，再度喚醒輝的自由意識使其擺脫小杉，開始嘗試寫下和實現自己的心願，決定與輝一同尋找疫苗。隨旅途發展看待事物時的心態逐漸軟化，對輝產生好感。在長崎縣認識榊丈一郎醫生學習醫療知識，原為了實現成為醫生的理想與輝道別，但因為意識自己與輝的情感而改變主意，選擇歸隊繼續和輝等人同行，正式和輝成為戀人。
龍崎憲一朗（聲：古川慎，演：栁俊太郎）
24歲，房地產推銷員，被輝稱作「阿憲（ケンチョ）」。外型是留著黑色短髮、身材結實的褐色肌膚青年，與天道輝是大學好友，同屬橄欖球部。個性活潑幽默且能言善道的花花公子，擅長料理，對待女性很拿手。福岡縣博多地區出身，性好女色的父親下落不明，由母親與祖父撫養成人，祖父在他前往東京就讀大學期間逝世。自幼喜歡搞笑節目，隨年齡增長開始夢想著當一名搞笑藝人。工作後憑藉超高的交涉力事業一帆風順，經常需要和名人應酬，還結交一名任職模特兒的女友，其實對自己必須包裝自己的情緒與客戶互動、用接近謊言的話術讓客戶簽約感到很不開心，曾經勸諫在黑心企業工作的輝盡快辭職。
殭屍潮爆發的時候在SM旅館宿醉，躲在房間避難的同時運用客房設施將殭屍化的女子限制行動，僥倖生還，與前來營救的輝重逢和道出自己長期壓抑的心聲，獲得諒解後加入輝的隊伍，成為第一個和輝同行的夥伴，兩者在憲一朗的住處駐點停留一段時間。因為發現輝列下的願望清單計劃不多，所以在他的本子上填寫下了自己的心願湊數，陪伴後者完成計劃、實踐自身理想的同時將頭髮染成金色。隨著隊伍同行夥伴逐漸增加，偕同一行人環遊日本完成願望清單並尋找疫苗。經常在遭遇危急時刻或特殊場合會將自己脫得一絲不掛，也會藉此吸引敵方的注意力。回老家為祖父掃墓期間，發現母親留在手機裡告知被自衛隊救援的訊息。
貝兒翠絲·艾美豪瑟（Beatrix Amerhauser，聲：高橋未奈美）
熱愛日本文化的德國人，21歲女大學生。金髮碧眼身材相當好，為人友善富親和力，擁有豐富的日本文化與武器知識，比起遠大的規畫，更著眼當下的幸福。輝等人稱呼她「貝兒」。德國地區湖畔小鎮出身，受母親薰陶養成著眼珍惜當下幸福的價值觀，兒時因為觀看日本時代劇，產生想親眼目睹並親身體驗日本文化的想法，會講流利的日文。為了吃壽司，在給最後一位倖存的壽司師傅送新鮮魚至高崎市地區時，遇到了天道輝等人並一起旅行，成為第三個和輝同行的夥伴，跟著寫下和實踐自己的心願清單。劍術出色，穿著鎧甲可以砍倒大量殭屍，也擅使弓箭與槍械。與輝一行人相遇後，決定一同尋找疫苗。一行人行經九州期間，引用母親的人生經驗，開導擔憂殭屍疫苗開發和閑等人幸福的輝，讓輝獲得啟示珍視當下的幸福並完成「追求幸福」的願望清單。
拉姆達·喬普（Lambda chop）
擁有羊頭人身的人工智慧機器人，被輝等人稱作「喬普」。言談客氣有禮，能夠細緻感知人類情感和在服侍對象提出要求前完成待辦事項，博聞多學，精於科技、機械修繕改裝與家務，但不具備戰鬥能力。平常仰賴休眠模式補充行動所需的電力。原本是北海道稚內市人工智慧度假旅館服侍旅客的管家，由於喪屍潮爆發影響營業，在輝等人光顧旅館期間讓他們免費投宿，受開發者江戶川勝一郎指示將閑與貝兒翠絲帶往地下實驗室，後來接受輝與憲一朗的請求，幫助解救閑與貝兒翠絲，帶領輝等人搭乘直升機逃出被殭屍攻佔的旅館，決定在旅館重建期間跟著輝等人尋找疫苗，提供有生物科技公司進行殭屍病毒疫苗研究的消息，成為第四個和輝同行的夥伴。旅途期間擔任一行人的隨行管家服侍生活和說明知識，顧及人工智慧延伸慾望的風險性而沒有思考自身的願望，是唯一沒有跟著寫下心願清單的團隊成員。
南方健
輝與憲一朗同為大學橄欖球部的好友，蓄著爆炸頭髮型的青年，25歲，被輝等人稱作「建御名（タケミナ）」。為人愛好自由，機智重視友誼，同時是個擁有過人手氣與賭技的賭徒，弱點是容易會因為女性示好而產生誤會喜歡上對方和害怕恐怖事物。關鍵時刻會展現冷靜的思維與明確的判斷力。擅用武器為彈弓。大阪出身，雙親是嗜賭的自由業者，童年受家人耳濡目染接觸賭博，從大學退學返鄉後，多度在酒吧擔任酒保，但每份工作都做不長久。因為曾任酒保的經歷與數度投身賭博活動，對於賭博領域與酒類知識所知甚詳，思考與戰鬥時經常運用賭博相關經驗突破難關。夢想當一名鷹匠（馴鷹狩獵的專家）。喪屍潮爆發後留住在大阪市地區，在輝等人留在大阪期間向一行人說明當地以罐頭進行交易的機制，不但幫助輝等人策畫管理酒吧「三人酒吧」的經營，還在輝因為酒吧生意達到巔峰而失去自我時，偕同閑、貝兒翠絲、憲一朗與其他居民們參與「殭屍或罐頭」賭局喚醒輝的初衷與贏得鉅量罐頭，讓參賭的富有階層損失慘重。事件落幕後加入輝等人尋找疫苗，跟著輝等人填寫和實踐自己的心願清單，成為第五個和輝同行的夥伴。
暱稱來源取自日本神話的神明建御名方命。熊本縣遇險事件對泉奈的恐怖忼性和為脫險不惜形象做出搞笑橋段的行為留下深刻印象。
戶加下泉奈
琦玉縣出身的高中生，留著深紫色長髮的少女。平常個性淡漠，但隨著劇情進展逐漸流露感性的一面，擁有敏銳的觀察力，同時是個重度遊戲玩家（戀愛遊戲除外），危急時能夠運用遊戲知識策畫戰略。兒時個性開朗，直至小學時期父親因為蛛網膜下腔出血逝世，為了體恤兼差養家的母親養成察言觀色的習慣，開始在外兼差，但其實一直懷抱著成為職業玩家的夢想。在殭屍潮爆發首日被殭屍咬傷，但因為自身體質影響而沒有被轉化成殭屍（腿部仍留有被咬過的傷疤），更產生讓殭屍病毒無法奏效和本能迴避的抗體。躲避殭屍群期間獲得疫苗研究員鶴見雄大的研究團隊收容，成為鶴見深入研究殭屍病毒疫苗的關鍵，轉而跟著鶴見行動，兩者在福岡縣遭遇殭屍圍困時獲得輝等人解危，提供自身的血液讓鶴見製成血清，為被殭屍咬傷的閑進行急救，受到輝等人的鼓舞決定為自己而活，開始思考自己想做的事，將自己的心願寫在輝等人的願望清單，在殭屍襲擊製藥廠事件過後加入輝等人的行列，成為第六個和輝同行的夥伴。熊本縣遇險事件對南方健的機智判斷幫助兩者脫險留下深刻印象。

### 親友相關
香坂三喜男（聲：阪口周平）、香坂堇（聲：松本沙羅）
住在鄰近輝的住處的公寓，為人善良的夫妻，三喜男為原航空公司機長，32歲；堇則是原小提琴教師，30歲。故事前期在輝攀爬水管準備前往便利商店買啤酒時，一度勸諫他進來躲避喪屍潮，但由於輝表明會幫忙兩者順便跑腿而委託他協助採買，因為殭屍闖入屋內而被輝誤認陣亡。附錄漫畫揭露夫妻倆在殭屍襲擊住處期間成功逃出公寓，以此機緣列出「成為殭屍前想造訪的100個國家」清單展開雙人旅行，期許輝能夠平安。輝等人在宇宙航行借用廣播設備和透過閑的翻譯向地球上的人們傳達感言期間，夫妻倆在乘機途中收聽輝的廣播而露出會心一笑，此後駕駛小型飛機和輝等人會合，告知沖繩出現感染者和遭受殭屍群圍攻的訊息。
天道照夫（聲：木下浩之）
天道輝的父親，明子的丈夫。農民，為人務實淡定，但也會作出富哲理性的發言，與妻子住在群馬縣的農村。雖未否定輝前往東京發展但也不認同他的選擇。對宇宙嚮往而立志成為宇航員，但礙於自身腦筋不好未能圓願，加上罹患痔瘡未能讓醫生治療導致體力變差。喪屍潮爆發後，因為村莊地處偏僻地區，與包含妻子在內的其他村民憑藉狩獵和種植農作物自給自足，加上村民為杜絕殭屍混在前來村裡避難的難民群而封鎖隧道（未被感染的避難倖存者則留在村裡居住），村莊加強防衛設施而得以倖存。在輝等人駐留群馬縣期間與妻子招待留宿家裡的一行人，給予輝啟示，協助輝等人與村民對抗來襲的殭屍。事件落幕後，與其他村民送別輝等人。
輝等人在宇宙航行借用廣播設備和透過閑的翻譯向地球上的人們傳達感言期間，和其他村民收聽輝的廣播，對兒子比自己先一步完成踏足宇宙的夢想引以為榮。
天道明子（聲：佐佐木優子）
天道輝的母親，照夫的妻子。家庭主婦，為人親切，十分關心著輝，擅長農家料理。在喪屍潮爆發後，與包含丈夫在內的村民憑藉狩獵和種植農作物維持生計，得以倖存。在輝等人駐留群馬縣期間與丈夫招待留宿家裡的一行人。事件落幕後，趁著輝再次踏上旅程前為他們準備自製的料理，與其他村民送別輝等人。
:輝等人在宇宙航行借用廣播設備和透過閑的翻譯向地球上的人們傳達感言期間，和其他村民收聽輝的廣播。
留美（聲：齊藤貴美子）
天道輝的老家鄰居。在殭屍群襲擊村莊時，與其他村民聯手擊敗企圖對閑不利的阿天坊。事件落幕後與村民們重建村莊和提供物資給準備再次踏上旅程的輝等人，感謝閑幫忙村裡的年長居民調整身體，讓閑立定成為醫生的志向。:輝等人在宇宙航行借用廣播設備和透過閑的翻譯向地球上的人們傳達感言期間，和其他村民收聽輝的廣播。
金剛寺彥右衛門（聲：千葉繁）
天道輝的老家鄰居，因為年事已高出現失智傾向，但在關鍵時刻則會顯現富責任感與堅毅的一面。昔日是村莊的獵手隊成員，槍法在村莊裡屬於名列前茅。在殭屍群襲擊村莊時聽聞閑為了保護村民負責引開殭屍，趁著阿天坊試圖開槍射擊閑的頭部時，擊落阿天坊的手槍為閑解危，讓村民們得以制服阿天坊。事件落幕後與村民們重建村莊，負責監視留在村裡的阿天坊。輝等人在宇宙航行借用廣播設備和透過閑的翻譯向地球上的人們傳達感言期間，和其他村民收聽輝的廣播。
杏樹（聲：境葵乃）
輝等人駐留群馬縣老家期間偶遇的小女孩，因為喪屍潮爆發導致雙親喪生，與愛犬抵達輝的老家村落避難。心情鬱悶時偶遇憲一朗，重拾笑容與後者成為朋友。在殭屍襲擊村莊期間獲得憲一朗保護，受其激勵啟發積極的精神，事後協助村民重建村莊，與其他村民送別輝等人。輝等人在宇宙航行借用廣播設備和透過閑的翻譯向地球上的人們傳達感言期間，和其他村民收聽輝的廣播。
金城凪紗（聲：篠原侑）
年輕的女性電影特效化妝師。因為喪屍潮爆發，偕同大學女教師步美（聲：櫻庭有紗）和女性雷鬼頭髮型師小櫻（聲：武田羅梨沙多胡）抵達輝的老家村落避難，在殭屍襲擊村莊、輝等人對抗日暮等人期間，協助輝化成殭屍的妝容，讓輝得混淆日暮取得勝機。事件落幕後協助村民重建村莊，與其他村民送別輝等人。輝等人在宇宙航行借用廣播設備和透過閑的翻譯向地球上的人們傳達感言期間，和其他村民收聽輝的廣播。
熊野勝（聲：楠見尚己）
輝等人在前往輝位於群馬縣的家鄉途中，偶遇的木匠，為人慷慨豁達。原本與妻子和兒子過著幸福的生活，但在喪屍潮爆發後，目擊變成殭屍的妻子吃掉兒子，轉而躲在森林裡搭建樹屋作為避難所。遭遇野豬殭屍襲擊時獲得輝一夥出手相救，由於輝的願望清單裡寫著「搭建樹屋」的代辦事項，同意讓一行人協助他完成樹屋，指導輝等人有關建造房屋和樹木的知識。在輝等人與村民們因為被殭屍群襲擊而逃離村莊期間，出手幫助輝等人，事件落幕後，暫時留居村莊裡協助村民們重建家園。
由於教導輝接近樹便能擴及森林、進而聆聽樹的聲音的概念讓輝感觸甚深，以至於輝和夥伴在宇宙航行期間回顧熊野傳達的訊息意義後，決定向地球上的人們傳達感言，輝等人在宇宙航行借用廣播設備和透過閑的翻譯向地球上的人們傳達感言期間，收聽輝的廣播感到喜悅。
閑的父親（聲：內田直哉）
白手興家並挺過金融海嘯危機的金融企業家，為人冷酷，經常使用煤氣燈效應貶抵他人，習慣為了確保自身觀點正確否定其他對象的意見。自閑幼時便嚴格規畫控制她的人生，造成閑過著抑鬱的兒少時期生活。
角
輝等人在大阪駐留期間認識的中年男子，被輝等人稱作「角叔」。起先在輝等人開張酒吧「三人酒吧」時，指出一行人營業上的錯誤與應該注意的事項，在輝等人改用概念酒吧的營業模式改善店理營運後，與朋友們對輝等人採用「成為殭屍前要做的100件事」的概念營業產生興趣，提供資源幫助輝等人改良酒吧設備，讓酒吧生意門庭若市，也在輝因為盈利喪失初衷時與其他人喚回他的本心。在輝等人離開大阪後，與朋友們代為協助經營管理「三人酒吧」。輝等人在宇宙航行借用廣播設備和透過閑的翻譯向地球上的人們傳達感言期間，和「三人酒吧」工作人員與其他當地居民收聽輝的廣播。
鶴見雄大
生物技術企業疫苗研究員，為人溫和鎮定，千葉縣出身，與妻子早苗育有一女雛。在喪屍潮爆發時失去家人，體認殭屍病毒的兇殘性而決定找出解方，將自己從喪屍潮開始迄今的經歷記錄在名為「在成為殭屍前想要做的一件事」的筆記。遇見被殭屍咬過但未被感染的少女戶加下泉奈，立志研究出疫苗，但由於研究所被殭屍襲擊失去夥伴與研究成果，帶著泉奈四處避難時偶遇小金井讓志，前往後者專用的享樂無人島避難，為了研究出疫苗取用讓志的噴氣遊艇前往九州福岡縣的藥品加工廠。後來輝等人發現其留在無人島的筆記，前往福岡縣乘坐蒸汽火車時救了被殭屍圍困的兩者，將筆記交還給鶴見。利用「天衛二」製藥廠的措施與自身知識為被殭屍咬傷的閑進行急救，在這段期間成為輝等人的朋友。在殭屍襲擊製藥廠事件後，體認危機處境，為了成功開發疫苗選擇留守在「天衛二」製藥廠，同意讓泉奈跟著輝等人旅行。
輝等人在宇宙航行借用廣播設備和透過閑的翻譯向地球上的人們傳達感言期間，仍在進行疫苗開發研究。
憲一朗的祖父
本名不詳，為人開明，總是抱持著積極的心態看待憲一朗的個性與行為。於憲一朗前往東京讀大學期間過世。
憲一朗的母親
本名不詳，職業婦女，與憲一朗的祖父將憲一朗撫養成人。喪屍潮爆發後和部分倖存者獲得自衛隊救援，將留給憲一朗的影音訊息連同背袋留在龍崎家的墳墓前。
泉奈的母親
本名不詳，丈夫過世後獨立撫養泉奈，但因為身兼多職導致健康狀況不佳，在喪屍潮爆發後下落不明。
貝兒翠絲的母親
本名不詳，出身巴伐利亞貧寒農家的女性，容貌和貝兒翠絲相仿。早期價值觀為「未來也許有更好的選擇」。年輕時期為早日獨當一面和追求幸福，抵達憧憬的城市並在當地小型服裝廠任職，由於設計的服裝款式獲得好評，開始承接服裝設計等重要工作，但在同事問及是否留在該廠商工作時以「不清楚這是否為自己的天職，說不定未來有更好工作」為由回覆，後厭倦城市生活遷居湖畔小鎮，和當地認識的男子（貝兒翠絲的父親）結婚，定居當地誕下貝兒翠絲，至此認清幸福僅是得到有價值的東西時順帶的心情，無法成為人生價值本身，還有追求自己沒有的事物意味永遠無法獲得滿足與享受當下的事實。對貝兒翠絲的評價為「頑固、具有自我主張」。
輝等人旅經九州期間，輝因為發現閑在糧食稀少的狀態仍發表幸福感言而陷入複雜思緒時，貝兒翠絲引用母親的經歷開導輝，提點輝應珍惜自己擁有的東西。輝等人在宇宙航行借用廣播設備和透過閑的翻譯向地球上的人們傳達感言期間，和其他居民收聽輝的廣播。

### 其他次要角色
小杉權藏（聲：三宅健太，演：北村一輝）
天道輝在公司上班時的部長。自私惡毒之人，是典型的權力騷擾上司。
在殭屍潮爆發後倖而生存，與業餘棒球隊COSGIES成員們佔據了高速公路收費區，並惡意安裝路障去破壞路過逃難者載具甚至讓人受傷，以搾壓路人去工作，甚至用工具設備奴役殭屍成為自己的勞動力（真人電影版則是佔據水族館為活動地區，壓榨倖存者成為勞動人力）。輝一行人駕車回鄉時受到其路障的伏擊，以及憲一朗受傷之下，輝被迫再次在其手下強制工作兩天。
在主角一行人離開時，企圖重施故技去將輝洗腦，輝及時被閑當頭捧喝後恢復理智，因而奸計未能得逞。後其下屬失誤引來殭屍襲擊之時，輝指揮眾人避開殭屍，原屬於小杉的部下一群人看清了其本性，繼而唾棄其離去，被獨自遺下在高速公路，最後變成了殭屍。
鳳沙織（聲：雨宫天，演：市川由衣）
負責公司的會計工作。一位美麗的辦公室女士，是輝的初戀對象，但也是社長的秘密情人。是一個即使在黑心企業公司工作也能保持理智的人，有時候會關切著輝。在殭屍潮爆發後，在家中和社長一同變成殭屍，輝將殭屍化的社長推落後，向變成殭屍的沙織告白以往迄今的心意，便就此告別。
社長（聲：茶風林）
天道輝所工作的公司社長，外型是禿頭的肥胖男子，與鳳沙織有著秘密的職場戀情。後來和鳳沙織變成殭屍，輝向變成殭屍的社長發表離職宣言，隨即運用橄欖球部習得的技巧將社長從高處推落。
麗香（聲：日笠陽子）
外型姣好、富有戒備心的空中小姐，喝醉酒時性情會變得格外開放，任職期間對於工作造成身體負擔、客人的刁難、婚期被迫延遲頗有不滿。喪屍潮爆發時剛和由佳里、茉季從洛杉磯返回日本，三者為了避難藏身於地下食品賣場。在輝和憲一朗為了搶購大螢幕電視兼進來避難期間，由於輝提議憲一朗完成「與空中小姐聯誼」的願望清單，偕同由佳里、茉季跟著兩者聯誼，後來遭殭屍攻擊變成殭屍，被憲一朗用行李箱擊敗。
由佳里（聲：若山詩音）
個性溫和友善的空中小姐，有名交往中的男朋友。兒時因為搭乘飛機身體不適時被空中小姐關切，立定成為空中小姐的志願，但在正式任職後體認理想與現實的差距。喪屍潮爆發時剛和麗香、茉季從洛杉磯返回日本，三者為了避難藏身於地下食品賣場。在輝和憲一朗為了搶購大螢幕電視兼進來避難期間，由於輝提議憲一朗完成「與空中小姐聯誼」的願望清單，偕同由麗香、茉季跟著兩者聯誼，陪伴輝相談職場與人生經歷時給予後者不少啟示，最終被變成殭屍的男子攻擊，死前感謝輝帶給她難得的快樂時光。
茉季（聲：麻倉桃）
個性開朗但容易焦慮的空中小姐，和憲一朗同為博多地區出身。喪屍潮爆發時剛和麗香、由佳里從洛杉磯返回日本，三者為了避難藏身於地下食品賣場。在輝和憲一朗為了搶購大螢幕電視兼進來避難期間，由於輝提議憲一朗完成「與空中小姐聯誼」的願望清單，偕同由麗香、由佳里跟著兩者聯誼，因為和憲一朗同為博多出身、受其幽默能言善道的特質影響交談甚歡，更為此和憲一朗上床，後來被變成殭屍的麗香殺死成為殭屍。
日暮莞太（聲：岡本信彥、三宅麻理惠〈少年時代〉）
從東京抵達輝的故鄉避難的尼特族，24歲，輝與憲一朗的大學同學，對輝與憲一朗的個性作風頗有不滿。兒時個性開朗，但在初中與高中時期變得內向，上大學半年後退學變成自私的人格，因為求職屢次失敗而長期留居家裡，對自己與週遭環境格格不入感到自卑。喪屍潮爆發後，列出想在成為喪屍前完成的100件事，邀請阿天坊、寒林、藏山與他共同行動，導致輝的家鄉被殭屍群襲擊，最終被化成殭屍妝容假扮殭屍化的輝混淆判斷，被後者襲擊敗北和勸諫的同時，想起自己真正的心願其實是和朋友們去游泳池游泳，幡然悔悟與輝和解。
阿天坊直己（聲：武田幸史）
與日暮同夥的原見習廚師。為人好色，過去在餐廳任職時因為工作態度怠慢，不滿被餐廳員工糾正而故意扔棄菸蒂，造成餐廳毀於火災。在喪屍潮爆發後加入日暮的行列為非作歹，破壞輝的家鄉的防衛措施造成殭屍群襲擊村莊，在玉米田企圖對閑不利，被閑指出其自私性格才是導致不幸的原因後，遭彥右衛門開槍擊落手槍，最終被趕來解危的村民們痛毆而敗北。事件落幕後，留在輝的家鄉協助務農，由彥右衛門負責監視。
寒林陶子（聲：石見舞菜香）
與日暮同夥的女性原市政府職員，自恃為正義，高中時期曾經是劍道能手，成為市政府職員後因為過度堅持己見，在職場受到眾人疏離，對於愚弄自己的公司頗有不滿。在喪屍潮爆發後加入日暮的行列為非作歹，破壞輝的家鄉的防衛措施造成殭屍群襲擊村莊，與貝兒翠絲交手期間被指出過於固守正確性，被借用殭屍群力量破壞發電水車的貝兒翠絲用水車輪輾過身軀敗北。
藏杉重信（聲：荻野晴朗）
與日暮同夥的原手機店銷售員，無家可歸的已婚人士，27歲。原先與妻子關係良好，但在兒子出生當日因為買醉未及時回覆妻子的來電，被妻子冷言相待與家庭日益產生隔閡，對妻子頗有不滿。在喪屍潮爆發後加入日暮的行列為非作歹，破壞輝的家鄉的防衛措施造成殭屍群襲擊村莊，企圖對憲一朗與杏樹不利，被憲一朗指謫長期忽略妻子心理需求才是導致婚姻觸礁的癥結點，被憲一朗從屋頂拉落地面後遭殭屍攻擊敗北。
江戶川勝一郎
AI人工智慧度假旅館的所有者暨創始者，開發包含喬普在內的人工智慧機器人，同時是日本投入AI研究領域的第一人，獲得眾多大型企業投資旅館與進行AI科技研發改良。研究理念為「與人類生活的AI需具備感性」。原本愛上了擔任其研究助理的西園寺瑠衣，但是瑠衣在喪屍潮爆發後遭殭屍攻擊死去，悲痛之餘產生物色活體目標、移入瑠衣意識讓她獲得復生的想法。命令喬普將閑與貝兒翠絲帶往地下室進行實驗，但由於喬普、輝、憲一朗及時出面制止導致實驗失敗，最終在殭屍群闖入旅館時，因為被輝提醒這並非瑠衣所願，醒悟後決定留守在被殭屍攻佔的旅館，用科技裝置上傳自己的意識與瑠衣的意識重逢。
西園寺瑠衣
江戶川勝一郎的研究助理，同時是前者的愛人。秉持「人類應該與AI保持明確界線，探索AI可完成的程度」的研究理念，輔助江戶川進行研究。在喪屍潮爆發後遭殭屍攻擊，被江戶川將她的意識數據上傳儲存在研究室的電腦，死前阻止江戶川將她的意識上傳至AI機器人與人體，懇求江戶川讓她解脫。
達巴拉·西番邦謝
AI人工智慧度假旅館的螃蟹型人工智慧機器人，在旅館裡擔任總廚師長。輝等人光顧旅館期間，負責準備一行人的晚餐。
遠野小春
新潟縣釀酒小鎮的原觀光導遊，平常為人客氣，其實是重度嗜酒者，一旦醉酒就會發酒瘋和作出讓自己事後感到懊惱的行為，連戰鬥能力也會跟著提升（能夠使用醉拳），但礙於社會規範與擔憂自己發酒瘋惹出麻煩，變得害怕飲酒。在日本酒釀酒廠「不死鳥酒造」招待光顧此處的輝等人，被輝等人開導重新接觸酒類。殭屍襲擊酒廠期間，飲用大量的日本酒挺身對抗殭屍，導致被灌酒的殭屍群被酒類癱瘓行動（殭屍的原始腦功能仍持續運作），事後向輝等人表明會守護小鎮便就此道別。輝等人在宇宙航行借用廣播設備和透過閑的翻譯向地球上的人們傳達感言期間，和其他酒客收聽輝的廣播。
古谷
福井縣的恐龍學者，留駐當地的恐龍博物館附近開採化石。兒時因為熱愛恐龍投身研究界，夢想挖掘出新品種的化石，但由於面臨開採施工經費人手不足與喪屍潮爆發，導致研究停擺。輝等人光顧此地期間傳授關於化石的知識，因為輝開挖出恐龍牙齒的化石、喬普將館內的機械暴龍與先前從AI旅館取得的戰鬥機械結合改造、輝操控改造機械暴龍（輝命名為「雷克斯輝龍」）對抗被殭屍纏上的棘龍為之驚愕，感動之餘決定繼續專注在恐龍研究領域，收下輝等人的改造機械暴龍便就此道別。輝等人在宇宙航行借用廣播設備和透過閑的翻譯向地球上的人們傳達感言期間，收聽輝的廣播露出會心微笑。
雛芙
京都花街的舞妓（見習藝妓），家族經營藝妓茶屋為業，雖依照家族期盼繼承茶屋，實則對自己想要做的事情感到迷惘。在喪屍潮爆發後，仰賴「丈夫」們（供養資助藝妓的男性常客）維持茶屋營運。在輝等人遭遇殭屍襲擊時幫助他們擺脫殭屍糾纏，與同僚福結、小梅招待輝等人，被健問及是否願意和眾人同行時，顧及包含工廠業者嵐山先生等熟客們而婉拒邀請，被健提出若在「金毘羅船」遊戲輸給他就要依自己意願生活的賭注，最終在茶屋因為殭屍襲擊毀於火災後，決定卸下舞妓身分與嵐山先生一起生活，其他倖存的舞妓們則加入輝等人的「三人酒吧」。輝等人在宇宙航行借用廣播設備和透過閑的翻譯向地球上的人們傳達感言期間，和「三人酒吧」工作人員與其他居民收聽輝的廣播。
柴田哲
在四國地區活動的原城鎮工廠業者，54歲。父親是小型金屬工廠的經營者，從已故父親的手裡繼承工廠，為了員工與家人的生計營運工廠30年，但某日因為雇用素行不良的員工造成工廠財物與人員損失，加著擔任小學同學的債務擔保、後者躲債逃跑遭債主找上門，連女兒也為幫忙還債而被迫讓債主玷污在夜店工作，殺死債主入獄服刑之餘對人性失去信心。在四國地區與同夥搶劫居民的財物食糧，綁架貝兒翠絲，但被貝兒翠絲指出其悲傷，在殭屍群襲擊寺廟時被輝等人所救，受貝兒翠絲感化後在四國地區從事遍路巡禮客活動。
小金井讓志
原IT企業經營者，經濟富裕，嚮往著早日退休在船上生活。原本在神奈川縣橫濱市經營小型IT公司，喪屍潮爆發後招攬志同道合的人們搭乘私人豪華遊艇在海上旅行。在廣島縣尾道市偶遇和邀請輝等人登船，透露自己曾將研究人員安排在無人島避難的訊息，後由於在未看見深鎖房間掛著警告殭屍的標語破壞房門，造成包含自己在內的多數船客被殭屍殺害變成殭屍，少數船客則因為輝等人相救而倖免於難。
戴夫與卡洛琳、護士繪梨香與奈緒、原AV女優小櫻、艾瑪、亞瑟與其他船客
喪屍潮爆發後，搭乘讓志的遊艇的船客。戴夫與卡洛琳是背包客情侶；繪梨香與奈緒是護士；小櫻是原AV女優；艾瑪是嗜菸女子；亞瑟與其他船客。其中作為護士的繪梨香表面看似開朗，實則感到寂寞與無法認同自己的價值，為此尋找男性尋歡反更加厭惡自己。繪梨香試圖和輝進行接觸時，被後者提醒要珍惜自己感到訝異，在殭屍群襲擊遊艇期間，繪梨香為了與輝確認彼此未被殭屍病毒感染而脫光衣物在客房相談心事，結果被閑撞見兩者裸身的場面引發誤會。隨著殭屍在讓志的遊艇襲擊眾人，一行人作為少數倖存者被輝等人救援逃過一劫，在輝等人宇宙航行借用廣播設備和透過閑的翻譯向地球上的人們傳達感言期間，收聽輝的廣播，亦在輝等人準備前往沖繩時送行祝福。
鮫島大輔
佐賀縣唐津市呼子町的中學體育老師，擅長捕魚。在喪屍潮爆發後為了保護學生，與學生們待在海上航行的渡輪求生，仰賴漁獲補充食物來源。停靠港口期間遭殭屍襲擊，獲得輝等人解危，為了釣旗魚作為眾人的糧食，與輝等人合作成功釣起巨型旗魚。臨行前將其中一艘渡輪送給輝等人。輝等人在宇宙航行借用廣播設備和透過閑的翻譯向地球上的人們傳達感言期間，和其他學生收聽輝的廣播。
榊丈一郎
醫生，為人沉穩知性。在喪屍潮爆發後，顧及患者的醫療保障四處行醫。在長崎縣駐診期間，讓被殭屍群圍攻的輝與閑逃進駐診藥局，指導閑醫學方面的知識兼邀請她擔任助手同行，但同時讓輝產生情感危機。後來尊重閑的選擇讓她繼續和輝等人同行。輝等人在宇宙航行借用廣播設備和透過閑的翻譯向地球上的人們傳達感言期間，邊為患者看診邊收聽輝的廣播。
和樹、瀨里奈、瑪西
因為喪屍潮爆發而駕車展開環遊日本旅行的三人組。和樹是個性爽朗的青年，瀨里奈是經常與和樹吐槽瑪西的美女，瑪西則是熱衷恐怖事物的陰森青年。在熊本縣阿蘇火山附近遇見為了幫團隊拿汽油遇上雷雨的南方健和泉奈，看見南方健的手勢決定讓兩者搭便車（南方健當時在願望清單寫下「搭便車旅行」）。由於瑪西提及附近地區的山神家宅流傳神隱與城主狩獵人類傳說，邀請南方健和泉奈探勘當地，一行人遂抵達山神家宅一探究竟和取用汽油。結果和樹與瀨里奈留在車廂發生性關係時被杉藏襲擊殺害，隨後跟著南方健和泉入屋探勘的瑪西也被杉藏用年糕木槌重擊殺死。
杉藏
個頭高大配戴面具的男子，慣用武器是搗年糕的木槌，自幼被祖父母撫養成人，和祖父母潛伏在熊本縣山神家宅襲擊被害者，作為殭屍化的祖母的食材。本篇裡先是殺死了和樹、瀨里奈、瑪西，在山神家宅一度俘虜南方健和泉奈，但由於南方健踢翻桌子製造機會脫困，轉而在家宅裡追擊兩者，卻在過程中誤殺祖父陷入暴怒狀態，在棺材堆攔截了準備離開藏身棺材的南方健和泉奈，結果在南方健看準時機挑撥、準備對泉奈痛下殺手時，不慎破壞建築梁柱而被瓦礫埋住，導致南方健和泉奈得以趁機逃出山神家宅和取得汽油回歸團隊（南方健和泉奈因為此事，分別完成了「玩試膽遊戲和「躺棺材」的願望清單）。事後因為被殭屍化的祖母咬傷而起身殺了祖母。
宇梶宙賢
宇宙開發有限公司「STAR WRESTLER」CEO，在鹿兒島縣的駐點研究宇宙開發。貧窮家庭出身，自兒時便對宇宙產生嚮往，立定探索宇宙的志向，但礙於家境貧困導致夢想受阻，選擇將專注力投注在賺錢創業，在擴大事業規模獲得名利權位的同時失去夢想初心，直至某夜仰望天空才回憶起探索宇宙的志向，將旗下企業轉型至宇宙開發領域。由於學生時期曾經是職業摔跤同好會成員，體能和戰鬥技巧俱備一定水準。
在輝等人遭遇殭屍時運用引擎地面燃燒測試的火焰消滅殭屍群，幫助一行人解危並帶領他們進入公司參觀和避開殭屍襲擊，說明宇宙探索為人類帶來的好處和影響，還有宇宙旅行的崛起，讓輝聯想起同樣饗往宇宙的父親。殭屍群闖入公司研究領地時，為了把握機會實現兒時夢想和保護公司職員，堅持實行火箭升空測試，陪同輝等人搭乘公司開發的測試升空火箭「套鎖一號」升空避難，但礙於降落傘模塊臨時故障，將「套鎖一號」駛至國際宇宙空間站（IST）尋找返回地球的返回艙，更一度為了救南方健險些在太空中遇難，經由輝等人協助脫險並向一行人說明向地面撥放廣播的機制，成功與輝等人返回地球。離別前將能夠透過衛星與全世界互相通信的地面用天線贈與輝等人，表明將帶領公司人員繼續專注在宇宙開發領域。
三池乃蘭
大分縣的野生動物園猛獸區飼養員，看似淡漠實質熱愛動物，擁有豐富的動物知識，寵物兼坐騎為老虎「年糕」。初登場時擊退殭屍化動物的氣勢和穿著讓輝等人聯想到電影《魔法公主》的主角。自幼便喜歡和飼養不少動物，更經常在社群網站發布有關動物的貼文，卻被眼紅其社群人氣的同學施加網路霸凌誹謗中傷，導致她從此害怕人類拒絕去學校，進而討厭且不再信任人類。本篇裡因為殭屍病毒擴散造成園區內的許多動物遭受感染變成殭屍，適逢輝等人造訪園區，委託一行人協助修復護欄和尋找倖存的動物們，在過程中體認世間尚存善良的人類和聽見泉奈對人性的感悟，還有見證泉奈不惜為保護「年糕」被殭屍化動物攻擊的場面，驅使「年糕」協助釋放園區鴕鳥讓遭受殭屍化動物圍攻的一行人騎乘逃離現場，將製作疫苗所需的鴕鳥蛋和贈與的動物文獻交給一行人。
與那岭唯、渡慶次海音
輝等人在沖繩縣遇見的當地居民，唯是個性神經質但擁有敏銳第六感的少女，海音則是唯的青梅竹馬，擅奏三味線懷抱音樂夢想。唯自幼便展現容易擔憂隱藏危機、被海音批評過度杞人憂天的特質，但隨著喪屍潮爆發，唯與海音被人潮沖散之餘，唯容易警覺隱藏危機的直覺變成命中率100%的預知能力，使她屢度成功躲避殭屍的襲擊，海音則在喪屍潮失去夢想、朋友、樂團和團員，留守在破舊大飯店與三味線為伴。後來由於輝等人在當地分頭行動期間接觸兩者，決定幫助兩者重逢。

### 動畫原創角色
笑（聲：宮野真守）
在新宿俱樂部任職的頭牌男性公關。在喪屍潮爆發後，與店裡的工作人員讓倖存者躲在店裡避難，帶領工作人員抵抗來襲的殭屍，後由於殭屍群轉移目的地而倖存。
約翰（聲：三木真一郎）
輝與閑都在看的殭屍片中主角，最終難逃被殭屍啃食命運。
取材自原作輝先前看的殭屍片，本做為劇情引子，動畫版把輝與閑在看的不同殭屍片改成同一部，並賦予名字跟結局，依該片演出表全名是「John Adams」。

## 名詞
| 用語              | 說明 |
| ----------------- | --- |
| 殭屍病毒（Z病毒） | 本作登場的特殊傳染性病毒，一旦生物被感染一段時間未經治療，便會被病毒入侵大腦死亡，成為俱備活動能力和攻擊性、但不俱備思考能力的殭屍，再藉著成為殭屍的個體攻擊活體生物進行病毒傳染。變成殭屍的對象可和其他生物結合成新型態，仍保有原始的腦作用[18]，容易被發出聲響的目標吸引[12]。染上病毒的生物若在剛感染時及早用俱備抗體的血清治療，則不會變成殭屍[19]，但是血清僅能用於一次性治療，無法保證次回治療時的效用。唯有本身俱備抗體的目標或提前注射功能完善的疫苗，才能避免遭殭屍攻擊後染上病毒變成殭屍。 |
| 「三人酒吧」      | 輝等人在大阪駐留期間開設的露天式酒吧，在輝等人離開大阪時交由當地熟客暨贊助者角等人代為管理經營。 |
| 「天健二」        | 本作登場的大型製藥公司，對外發展包含製藥廠在內的設施，實則背地進行違法生物兵器實驗，是導致「Z病毒」危及人世的罪魁禍首。「天健二」最早在宇宙的國際宇宙空間站進行名為「Z計劃」的研究計劃，在研究進行至205天時，結束半年旅途的探測器「十二星座」帶回附有未知病毒的小行星岩石樣本，「天健二」以此機緣開始進行培育「Z病毒」的繁殖實驗，有意運用該病毒研制出利於醫學技術發展的變異株，但是在「Z計劃」進行第288天時，因為在樣本分離病毒的過程發生失誤令研究員被感染死亡，造成病毒感染一發不可收拾，「Z病毒」被秘密地從國際宇宙空間站發射至地面，釀成病毒在全球擴散的災情[20]。 在輝等人留守在福岡縣製藥廠的期間，派遣特殊部隊回收樣本，結果該部隊遭遇潛伏「殲滅者」導致多數人員傷亡。被閑視為一行人的敵人。 |

## 出版書籍
| 集數 | 小學館         | 小學館                 | 台灣東販       | 台灣東販               |
| 集數 | 發售日期       | ISBN                   | 發售日期       | ISBN                   |
| ---- | -------------- | ---------------------- | -------------- | ---------------------- |
| 1    | 2019年3月19日  | ISBN 978-4-09-157561-6 | 2020年8月26日  | ISBN 978-986-51-1436-7 |
| 2    | 2019年7月19日  | ISBN 978-4-09-157568-5 | 2021年1月7日   | ISBN 978-986-51-1565-4 |
| 3    | 2019年10月18日 | ISBN 978-4-09-157575-3 | 2021年7月28日  | ISBN 978-626-30-4736-5 |
| 4    | 2020年2月19日  | ISBN 978-4-09-157587-6 | 2021年9月29日  | ISBN 978-626-30-4860-7 |
| 5    | 2020年6月19日  | ISBN 978-4-09-157598-2 | 2021年11月29日 | ISBN 978-626-30-4962-8 |
| 6    | 2020年10月16日 | ISBN 978-4-09-157609-5 | 2022年5月26日  | ISBN 978-626-32-9237-6 |
| 7    | 2021年1月19日  | ISBN 978-4-09-157621-7 | 2022年8月25日  | ISBN 978-626-32-9406-6 |
| 8    | 2021年5月19日  | ISBN 978-4-09-157609-5 | 2023年3月29日  | ISBN 978-626-32-9406-6 |
| 9    | 2021年10月19日 | ISBN 978-4-09-157653-8 | 2023年7月26日  | ISBN 978-626-32-9928-3 |
| 10   | 2022年2月18日  | ISBN 978-4-09-157669-9 | 2023年9月27日  | ISBN 978-626-37-9017-9 |
| 11   | 2022年6月17日  | ISBN 978-4-09-157681-1 | 2023年10月26日 | ISBN 978-626-37-9045-2 |
| 12   | 2022年11月17日 | ISBN 978-4-09-157700-9 | 2024年1月29日  | ISBN 978-626-37-9220-3 |
| 13   | 2023年2月17日  | ISBN 978-4-09-157728-3 | 2024年5月29日  | ISBN 978-626-37-9405-4 |
| 14   | 2023年6月30日  | ISBN 978-4-09-157756-6 | 2024年7月29日  | ISBN 978-626-379-501-3 |
| 15   | 2023年9月19日  | ISBN 978-4-09-157781-8 | 2024年8月28日  | ISBN 978-626-379-524-2 |
| 16   | 2024年2月19日  | ISBN 978-4-09-157795-5 | 2024年9月26日  | ISBN 978-626-379-591-4 |
| 17   | 2024年6月19日  | ISBN 978-4-09-157826-6 | 2024年11月27日 | ISBN 978-626-379-661-4 |
| 18   | 2024年11月19日 | ISBN 978-4-09-157845-7 | 2025年4月28日  | ISBN 978-626-379-896-0 |
| 19   | 2025年3月18日  | ISBN 978-4-09-157877-8 |                |                        |
| 20   | 2025年7月18日  | ISBN 978-4-09-157886-0 |                |                        |

## 電視動畫
2023年1月6日宣布電視動畫化。於2023年7月9日起播出。
由於播放檔期因素，第10話~第12話延後播出至12月25日一次性播放。

### 製作人員
- 原作：麻生羽呂、高田康太郎（小學館《月刊Sunday Gene-X》連載中）
- 導演、音響導演：川越一生
- 副導演：上田華子
- 系列構成、劇本：瀨古浩司
- 角色設計：田中紀衣
- 殭屍設計：福地純平
- 道具設計：佐藤和巳、久我嘉輝
- 主要動畫師：野村治嘉
- 美術導演：權瓶岳斗
- 美術設定：林龍太、渡邉匡城
- 色彩設計：大内綾
- 攝影導演：長谷川奈穗
- 剪輯：本田優規
- CG製作人：露木祐治
- CG導演：古屋和人
- 音樂：宮崎誠
- 音樂製作人：大隅啓良
- 選曲：合田麻衣子
- 音響制作：dugout
- 製作人：岡本順哉、長谷川友紀、佐藤エミ、籾山惠美、龜井博司
- 動畫製作人：兒島宏明
- 動畫製作：BUG FILMS（日语：バグフィルム）
- 製作公司：小學館集英社製作
- 製作：「殭屍100」製作委員會

### 主題曲
片頭曲（Song of the Dead）
作詞、作曲：谷口鮪，編曲、演唱：KANA-BOON
片尾曲（Happiness of the Dead）
作詞、作曲、編曲：jon-YAKITORY，演唱：Shiyui

### 各話列表
| 話數   | 日文標題 | 英文標題                       | 中文標題       | 劇本     | 分鏡       | 演出       | 作畫監督 | 總作畫監督               | 首播日期      |
| ------ | -------- | ------------------------------ | -------------- | -------- | ---------- | ---------- | --- | ------------------------ | ------------- |
| 第1話  |          | Akira of the Dead              | 死者的光明磊落 | 瀨古浩司 | 川越一生   | 川越一生   | 福地纯平、小川茜 香月麻衣子、斋藤魁 | 乌宏明                   | 2023年 7月9日 |
| 第2話  |          | Bucket List of the Dead        | 死者的遺願清單 | 瀨古浩司 | 上田華子   | 前屋俊廣   | 石丸史典、小川茜 香月麻衣子、津幡佳明 國行由里江、扇多惠子 趙小川、徐超 陳玲玲、姜海華 野村治嘉、福地純平 齋藤魁                                                           | 田中紀衣 髙田晴仁 烏宏明 | 7月16日       |
| 第3話  |          | Best Friend of the Dead        | 死者的最好朋友 | 瀨古浩司 | 篠原准     | 篠原准     | 清水勝祐、高橋實希 伊藤良明、淺井昭人 高野晃久、松崎嘉克 河島久美子、鮫島壽志 岩本里奈、潮月一也 宮島仁志、和田賢人                                                        | 山村洋貴                 | 7月23日       |
| 第4話  |          | Flight Attendant of the Dead   | 死者的空服小姐 | 瀨古浩司 | 大島克也   | 大島克也   | 石丸史典、福地純平 香月麻衣子、齋藤魁 田島瑞穗、小川茜 吉田和香子、國行由里江 津幡佳明、中嶋敦子                                                                           | 烏宏明 高田晴仁          | 7月30日       |
| 第5話  |          | Hero of the Dead               | 死者的英雄登場 | 瀨古浩司 | 为水翔太郎 | 为水翔太郎 | 清水胜祐、浅井昭人 河岛久美子、松崎嘉克 高桥实希、和田贤人 伊藤良明、鲛岛寿志 宫岛仁志、高野晃久 赵小川、徐超 陈玲玲、姜海华                                               | 乌宏明 高田晴仁 中岛敦子 | 8月13日       |
| 第6話  |          | RV of the Dead                 | 死者的露營廂車 | 瀨古浩司 | 前屋俊广   | 前屋俊广   | 上田华子、小川茜 田岛瑞穗、福地纯平 北山修一、国行由里江 斋藤魁、富泽和雄 藤原巧和、和田卓也 Adam Dmitrzuk、江涌                                                           | 乌宏明 高田晴仁          | 8月27日       |
| 第7話  |          | Truck Stop of the Dead         | 死者的停歇餐站 | 瀨古浩司 | 上田華子   | 門間和彌   | 石丸史典、上田華子 小川茜、香月麻衣子 田島瑞穗、小川莉奈 吉備糰子14號、外崎小鐵 為水翔太郎、津幡佳明 日向正樹、宮西多麻子                                                  | 烏宏明                   | 9月3日        |
| 第8話  |          | Sushi＆Hot Springs of the Dead | 死者的壽司旺季 | 瀨古浩司 | 久慈吾郎   | 久慈吾郎   | 石丸史典、小川茜 福地純平、植竹康彥 奧野倫史、國行由里江 齋藤魁、富澤和雄 中島敦子、中城悅雄 南原孝衣子、若林昌                                                            | 上田華子 高田晴仁        | 9月17日       |
| 第9話  |          | Treehouse of the Dead          | 死者的樹屋別墅 | 瀨古浩司 | 播摩優     | 播摩優     | 石丸史典、上田華子 香月麻衣子、田島瑞穗 佐藤好、外崎小鐵 津幡佳明、和田卓也 Song Hyeon-ju Han Eun mi Park Yeong-hi Choi eun-yeong                                          | 烏宏明                   | 9月24日       |
| 第10話 |          | Hometown of the Dead I         | 死者的返鄉之一 | 瀨古浩司 | 菅野幸子   | 菅野幸子   | 中嶋敦子、国行由里江 田岛瑞穗、南原孝衣子 吉田和香子、小川茜 植竹康彦、富泽和雄 福地纯平、斋藤魁                                                                           | 高田晴仁                 | 12月25日      |
| 第11話 |          | Hometown of the Dead II        | 死者的返鄉之二 | 瀨古浩司 | 高木启明   | 高木启明   | 上田华子、小川茜 田岛瑞穗、石丸史典 香月麻衣子、国行由里江 斋藤魁、和田卓也 津幡佳明、外崎小铁                                                                             | 乌宏明                   | 12月25日      |
| 第12話 |          | Hometown of the Dead III       | 死者的返鄉之三 | 瀨古浩司 | 篠原准     | 篠原准     | 乌宏明、高田晴仁 上田华子、石丸史典 福地纯平、小川茜 田岛瑞穗、香月麻衣子 佐藤和巳、松田真路 鸟井隼人、斋藤魁 宫西多麻子、小川莉奈 南原孝衣子、植竹康彦 和田卓也、浦田枫马 | 乌宏明 高田晴仁          | 12月25日      |

### 播映平台
| 播映國家、地區   | 播映平台                  | 播映日期               | 播映時間              | 備註     |
| ---------------- | ------------------------- | ---------------------- | --------------------- | -------- |
| 臺灣             | 巴哈姆特動畫瘋            | 2023年7月9日－12月25日 | 星期日 17:00（UTC+8） |          |
| 臺灣             | 中華電信MOD               | 2023年7月9日－12月25日 | 星期日 17:00（UTC+8） |          |
| 臺灣             | Hami Video                | 2023年7月9日－12月25日 | 星期日 17:00（UTC+8） |          |
| 臺灣             | LiTV 線上影視             | 2023年7月9日－12月25日 | 星期日 17:00（UTC+8） |          |
| 臺灣             | MyVideo                   | 2023年7月9日－12月25日 | 星期日 17:00（UTC+8） |          |
| 臺灣             | KKTV                      | 2023年7月9日－12月25日 | 星期日 17:00（UTC+8） |          |
| 臺灣             | LINE TV                   | 2023年7月9日－12月25日 | 星期日 17:00（UTC+8） |          |
| 臺灣             | Yahoo TV                  | 2023年7月9日－12月25日 | 星期日 17:00（UTC+8） |          |
| 臺灣             | 遠傳friDay影音            | 2023年7月9日－12月25日 | 星期日 17:00（UTC+8） |          |
| 臺灣             | bbTV                      | 2023年7月9日－12月25日 | 星期日 17:00（UTC+8） |          |
| 臺灣             | CATCHPLAY+                | 2023年7月9日－12月25日 | 星期日 17:00（UTC+8） |          |
| 臺灣             | 亂搭                      | 2023年7月9日－12月25日 | 星期日 17:00（UTC+8） |          |
| 臺灣             | 木棉花台灣YouTube頻道     | 2023年7月9日－12月25日 | 星期日 17:00（UTC+8） |          |
| Netflix 服務地區 |                           | 2023年7月9日－12月25日 | 星期日 17:00（UTC+8） |          |
| 香港             | Viu OTT                   | 2023年7月9日－12月25日 | 星期日 17:00（UTC+8） |          |
| 香港             | Viu 頻道自選服務 (now E)  | 2023年7月9日－12月25日 | 星期日 17:00（UTC+8） |          |
| 香港             | Viu 頻道自選服務 (now TV) | 2023年7月16日－        | 星期日 17:00（UTC+8） |          |
| 東南亞           | 木棉花YouTube頻道         | 2023年7月9日－         | 星期日 17:00（UTC+8） | [ 註 9 ] |

## 真人電影
《殭屍100：在成為殭屍前要做的100件事》是2023年日本喜劇恐怖電影，由石田雄介執導，三嶋龍朗編劇，赤楚衛二主演。

### 演員列表
- 天道輝：赤楚衛二
- 三日月閑：白石麻衣
- 龍崎憲一朗：柳俊太郎
- 鳳沙織：市川由衣
- 社長：川崎麻世
- 香坂堇：早見朱莉
- 香坂三喜男：高橋洋
- 茉季：筧美和子
- 麗香：中田クルミ
- 小杉權藏：北村一輝

### 製作人員
- 原作：麻生羽呂、高田康太郎《殭屍100～在成為殭屍前要做的100件事～》（小學館《月刊Sunday Gene-X》連載）
- 導演：石田雄介
- 編劇：三嶋龍朗
- 音樂製作人：千田耕平
- 攝影導演：河津太郎
- 攝影：田中悟
- 美術：江口亮太
- 錄音：田邊正晴
- 編輯：臼杵惠理
- VFX總監：Daniel P. Ferreira
- VFX製作人：高玉亮
- 造型：纐纈春樹
- 髮型指導：須田理惠
- 特別化妝總監：梅澤壯一
- 動作導演：下村勇二
- 執行製片人：高橋信一
- 製片人：森井輝
- 製作協力：Plus One Entertainment
- 企劃、製作公司：ROBOT
- 發行：Netflix

## 外部連結
- 漫畫官方網站 （日語）
- 電視動畫官方網站（日語）
- 電視動畫官方的X（前Twitter）（日語）
- 電視動畫官方的X（前Twitter）（英文）
- 在Netflix上觀看《殭屍100～在成為殭屍前要做的100件事～》